# Shigeru Muroi
Shigeru Muroi (jap. 室井滋, Muroi Shigeru; * 22. Oktober 1960 in Namerikawa, Präfektur Toyama) ist eine japanische Schauspielerin.

## Biografie
Muroi besuchte die Oberschule Uozu. Ab 1981 machte sie ihr Filmdebüt in einem Kino mit dem Film Hear The Wind Sing, eine weitere Rolle spielte sie 1984 in Sukanpin Walk.
Von 1995 bis 1996 war sie als Sängerin der Gruppe McKee tätig. Im Jahr 1999 gewann sie den Japan Academy Award Excellence Best Actress Award.

## Filmografie (Auswahl)
- 1983: Joshū: Ori
- 1987: Bu Su
- 1995: Stimme des Herzens – Whisper of the heart (Stimme von Asako Tsukishima)
- 1997: Gift
- seit 2004: Kurokawa no Techō
- 2012–2013: Doctor-X

## Theatrografie
- 1990–2011: Kinderpuppentheater
- 2012–2015: Kikujiro und Kaki